# Prefettura di Kémo
La prefettura di Kémo è una delle quattordici prefetture della Repubblica Centrafricana. Si trova nel centro-sud del paese, alla frontiera con la Repubblica Democratica del Congo. La sua capitale è Sibut. 